# تاريخ الحاسوب 1980-1989
تقدم هذه المقالة تسلسل زمني للأحداث في تاريخ الحوسبة 1980 حتى 1989 عن السرد لشرح مجمل التطورات، راجع التاريخ ذات الصلة بأجهزة الكمبيوتر والتاريخ في علوم الحاسب الآلي.
الجداول الزمنية للحوسبة : 1949، 1950-1979، 1980-1989، 1990-1999، 2000-2009.

## 1980
| التاريخ      | المكان                     | الحدث |
| ------------ | -------------------------- | --- |
| ?            | النرويج                    | [[صدر أول رائد في الكمبيوتر ذات 16 بت بشكل تجاري ماكرون 2000 يستخدم هذا الكمبيوتر عن طريق البحث الرقمي في النظام الأساسي لتطور نظام التشغيل CP/M-86. |
| يونية        | الولايات المتحدة الأمريكية | أعلنت كمودور بمركز فيبنا الدولي الـ 20 والذي كانت ذاكرته 3.5 كيلو بايت من الذاكرة القابلة للاستخدام واستند على معالج م وس 6502 التكنولوجي]]كما أصبحت المجالات المتاحة التي تتضمن التعليمات البرمجية لمختلف المرافق والألعاب وكان محرك الاقراص4/5.1]] المتاح جنبا إلى جنب مع الراديو كاسيت كنظام التخزين الذي يستخدم كمعيار لتخزين أشرطة الكاسيت كما تتوفر في عدد من الألعاب ورسامة الألوان التي نشرت علي 6 في (152 ملم) كشريط ذات ورقة كبيرة للوحة الرسومات في كولولا باد—شاشة التليفزيون تعامل معاملة شاشة الكمبيوتر في مركز فيينا الدولي الـ 20 أصبح متاح أول جهاز كمبيوتر وإمكانية بيع 1000000 وحدة.                               |
| أكتوبر       | الولايات المتحدة الأمريكية | بدأت تنمية نظام التشغيل دوس بشركة مايكروسوفت المعروف أساسا بلغات البرمجة الخاصة بهم وكلفت المبرمجين بكتابة نظام التشغيل لجهاز الكمبيوتر وهناك أسطورة تناسب السبب الحقيقي لهذه المعلومة عن صناعة الكمبيوتر ونظام التشغيل CP/M-86و سيتم ابتكارها في وقت لاحق لكنه في الواقع كان من الأسهل على التكيف مع البرامج، ونظام التشغيل للكمبيوتر د وس بدلا من CP/M-86، وCP/M-86 والتكلفة 495 $ لمايكروسوفت كما لم يكن لديها نظام تشغيل للبيع، واشتروا المنتج سياتل الكمبيوتر 86 – د وس الذي كان قد كتبه تيم باتر سون في وقت سابق من هذا العام كان يعرف أيضا بدوس 86أو QDOSأو السريع القذر أو أخيراً نظام التشغيل، وكان أكثر أو أقل من 16 بت / م. |
| مبكرا        | المملكة المتحدة            | انطلقت سنك لير ZX80 تحت 100 دولار. |
| 22 مايو 1980 | اليابان                    | انطلقت اللعبة باك مان. |

## 1981
| التاريخ  | المكان                     | الحدث |
| -------- | -------------------------- | --- |
| ?        | الولايات المتحدة الأمريكية | [[اقترح ريتشارد فينمان نوعية أجهزة الكمبيوتر وكان الطلب الرئيسي في ذهنه محاكاة نظم نوعية معينة لكنه أشار أيضا إلى إمكانية حل المشاكل الأخرى. |
| ?        | الولايات المتحدة الأمريكية | في إصدار زير وكس 8010 بنظام (ستار) والنظام التجاري الأول لاستخدام (ويندوز والرموز والقوائم وأجهزة الإشارة) لواجهة المستعمل التخطيطية أدرجت شركة أبل العديد من الأفكار الواردة في تطوير واجهة لصنع شركة ابل (انظر يناير 1983) |
| ?        | المملكة المتحدة            | كان نظام سنك لير ZX81 قدأطلق سراحه للبيع بسعر مماثل لZX80. |
| ?        | الولايات المتحدة الأمريكية | تم إنتاج 80186/80188 وكانت نادرة الاستخدام في الحوايسيب. |
| أغسطس 12 | الولايات المتحدة الأمريكية | أعلنت آي بي إم إن الكمبيوتر الشخصي الخاصة بهم.مطلوب منه 100000 كمبيوتر بحلول عيد الميلاد، وسيصبح التصميم الأخير أكثر نجاحا بكثير مما كانت تتوقع آي بي إم نفسها وسيصبح أساسا لمعظم صناعة الحواسيب الشخصية الحديثة. محول أحادي العرض للنصوص فقط وعرض مع جهاز آي بي إم مايكروسوفت تحت دوس 1.0. مايكروسوفت اشترت ما هو معروف أساسا بلغات البرمجة الخاصة بهم من قبل آي بي إم لكتابة نظام التشغيل وبرنامج يسمى 86 - دوس من تيم باترسون الذي كان مبني على أساس سي بي / إم 80. وقد تم تسويق البرنامج النهائي من مايكروسوفت من آي بي إم وأجهزة الكمبيوتر ودوس (مايكروسوفت) بأنه مايكروسوفت دوس، والتعاون في الإصدارات اللاحقة استمرت حتى الإصدار عام 1991. وكان الإصدار 1 بالمقارنة مع الإصدارات الحديثة من دوس أساسية جدا وكان أبرز الفروق وجود الدليل الجذري على كل قرص ولم تدعم الدلائل الفرعية حتى الإصدار 2.0 (آذار / مارس، 1983). كانت مايكروسوفت دوس لها نظام التشغيل الرئيسي لكافة أجهزة الكمبيوتر وشركة اي بي ام جهاز كمبيوتر متوافق معه حتى أطلقت مايكروسوفت ويندوز 95 وفقا لمايكروسوفت في عام 1994، ومايكروسوفت دوس يعمل على بعض أجهزة الكمبيوتر منها 100000000 في جميع أنحاء العالم. |
| سبتمبر   | الولايات المتحدة الأمريكية | ووضع بروتوكول التعاون الفني / الملكية الفكرية وهذا هو البروتوكول الذي يحمل معظم المعلومات عبر الإنترنت المتجدد 793 |

## 1982
| التاريخ  | المكان                                      | الحدث |
| -------- | ------------------------------------------- | --- |
| ?        | المملكة المتحدة                             | كان هناك عرض مقدم من مايكرو بي بي سي. وكان بناء على وجود المعالج موس 6502 التكنولوجي وجهاز كمبيوتر شعبي جدا للمدارس البريطانية الذي تم تطويره (في 1987) لشرائه وفي عام 1984 عرضت الحكومة دفع نصف تكلفة أجهزة الكمبيوتر من هذا القبيل في محاولة لتعزيز استخدامها في التعليم الثانوي. |
| فبراير 1 | الولايات المتحدة الأمريكية                  | الإصدار رقم 80236 المفرج عنه فإنه يطبق نمط جديد من العمل وهو الوضع المحمي والسماح بالوصول إلى مزيد من الذاكرة (تصل إلى 16 ميغابايت مقارنة مع 1 ميغابايت ل8086) يمتاز بركض أسرع في نسخة 12,5 ميغاهرتز، حقق 2,7 في خطط تنفيذ الأجهزة الواردة.                                         |
| ?        | الولايات المتحدة الأمريكية                  | صدر جهاز كومباك من آي بي إم جهاز كمبيوتر متوافق مع كومباك المحمولة. |
| ?        | الولايات المتحدة الأمريكية                  | الآلات الرقمية الموسيقية الواجهة المنشورة من قبل الجمعية الدولية ميدي (معهد العالم العربي) المعيار ميدي يسمح أن يكون متصلا مع أجهزة الكمبيوتر بصكوك مثل لوحات المفاتيح من خلال عرض النطاق الترددي المنخفض (31250 بت / ثانية).                                                       |
| ?        | هولندا واليابان                             | صدر الكتاب الأحمر في أقراص الصوت التي قدمت من قبل شركة سوني وفيليبس. وهذه كانت بداية القرص المضغوط، الذي صدر في اليابان ومن ثم في أوروبا وأمريكا بعد ذلك بعام. |
| مارس     | الولايات المتحدة الأمريكية                  | MS-DOS 1.25, PC-DOS 1.1 |
| إبريل    | المملكة المتحدة                             | وأعلن زد أكس سن كلير، الذي صدر في وقت لاحق من هذا العام. وهو يقوم على المعالجة الصغرى Z80 من زيلوج، تعمل بسرعة 3,5 ميغاهرتز مع رسومات ملونة 8 عرضه. بيعت مع خيارات الذاكرة نسختين من 16 كيلوبايت 125 £ أو إصدار 48 كيلوبايت ل£.                                                     |
| مايو     | الولايات المتحدة الأمريكية                  | إطلقت شركة آي بي إم محرك الأقراص المرنة على الوجهين 320 كيلو بايت. |
| يولية    | المملكة المتحدة والولايات المتحدة الأمريكية | تيميكس / قدم سنكلير الكمبيوتر ألاول ومرشح لتكلفة أقل من 100 دولار ويتم تسويقه في الولايات المتحدة (تي 1000). على الرغم من العيوب في الإصدارات في وقت مبكر بيعت نصف مليون وحدة خلال الـ 6 أشهر الأولى وحدها، متجاوزا مبيعات أبل، وتاندي، والعميد مجتمعة.                             |
| أغسطس    | الولايات المتحدة الأمريكية                  | تم تحرير الإصدار 64، وتجارة التجزئة بمبلغ 595USD وهبط السعر بسرعة وخلق حرب أسعار وتسبب في رحيل العديد من الشركات من السوق الرئيسية للحوسبة ومجموع مبيعات C64 خلال عمرها الافتراضي (1982-1994) تقدر بنحو أكثر من 17 مليون وحدة مما يجعلها نموذج الكمبيوتر الأكثر مبيعا في كل العصور. |
| ديسمبر   | الولايات المتحدة الأمريكية                  | اشترت شركة اي بي ام 12 ٪ من شركة إنتل. |

## 1983
| التاريخ | المكان                    | الحدث |
| ------- | ------------------------- | --- |
| يناير   | الولايات المتحدة و أوروبا | آي بي إم يحصل بشكل مطلق علي العرض الأوروبي للكمبيوتر. |
| ?       | الولايات المتحدة          | تم تكوين بورلاند. |
| 22 مايو | اليابان                   | انطلق إبسون QX-10، أول حاسب ياباني يباع في الولايات المتحدة. |
| ?       | الولايات المتحدة          | عرض لليزا أول حاسب آلي شخصي مع واجهة المستخدم الرسومية، وكان تطورها الوسطى في الانتقال إلى هذه النظم لأجهزة الكمبيوتر الشخصية لليزا وكسل وارتفاع سعر 10،000 $) أدى إلى فشلها في نهاية المطاف. ونشرت ليزا معالجات موتورولا 68000 وجاءت مجهزة بواحد ميغابايت من ذاكرة الوصول العشوائي، ورصد 12 بوصة الأسود والأبيض، 5 ربع المزدوج "محركات الأقراص المرنة و5 ميغابايت محرك الأقراص الصلبة الشخصي لزيروكس ستار -- التي شملت نظام ينطوي على الماوس وويندوز، والقوائم المنبثقة -- مستوحاة لمصممين ليزا. |
| الربيع  | الولايات المتحدة          | أطلقت آي بي إم شبيها بالحاسوب الشخصي آي بي إم ولكن بالقرص الصلب وكان 10 ميجا بايت و128 كيلوبايت لذاكرة الوصول العشوائي وشاشة صغيرة وطابعة بسعر 5000 دولار. |
| مارس    | الولايات المتحدة          | MS-DOS 2.0, PC-DOS 2.0 قدمت آي بي إم مع هذه النسخة أسلوب يونكس. |
| مايو    | الولايات المتحدة          | MS-DOS 2.01 |
| يولية   | الولايات المتحدة          | ديفيد وجالوت كمبيوتر، أسسوا في شاباكوا، نيويورك شركة مع الدكتور لي لتجميع الحاسب واستنساخ اختصار آي بي إم وتوسيع هيكل متوافق مع ثماني فتحات. ويباع جهاز الكمبيوتر تحت 1000 $. تم شحن ما يربو على 800 أجهزة الكمبيوتر وتوسيع هيكل 1000. |
| أكتوبر  | الولايات المتحدة          | أصدرت آي بي إم آي بي إم في محاولة للحصول على مزيد من السوق المحلية أجهزة من حيث التكلفة فقط 699 $. وتعتبر بدائل أرخص من غيرها من الشركات أكثر من الأفضل للمشتري في المنزل، ولكن واصلت الشركات لشراء شركة اي بي ام كمبيوتر دوس 2.1 (على سبيل المثال وهذا لم يكن نجاحا كبيرا وسرعان ما اختفى من السوق وهناك من شراء مايكروسوفت دوس 2,11، 2,25 ومايكروسوفت دوس تضمنت النسخة 2,25 الدعم لمجموعات الأحرف الأجنبية، وكان يتم تسويقها في الشرق الأقصى.                                                   |
| نوفمبر  | الولايات المتحدة          | تم تقديم نظام اسم المجال مع ألف مضيف. |
| ديسمبر  | صربيا                     | الرسوم البيانية التفصيلية لبناء جهاز كمبيوتر بنفسك صدر في بلغراد وتم تجميعها في وقت قريب من قبل آلاف من هواة الكمبيوتر. |

## 1984
| التاريخ     | المكان                     | الحدث |
| ----------- | -------------------------- | --- |
| ?           | الولايات المتحدة الأمريكية | أنتجت بورلاند توربو باسكال. |
| ?           | الولايات المتحدة الأمريكية | استقال ريتشارد ستالمان من وظيفته في معهد ماساتشوستس للتكنولوجيا من أجل البدء في مشروع جنو كبديل حر ومحسن ليونكس، وذلك باستخدام رخصة حقوق متروكة وسوف تؤدي في نهاية المطاف جنو محرر (ايماكس) المترجم والمصحح بكامل المرافق للنظام، من بين أشياء أخرى كثيرة. |
| ?           | الولايات المتحدة الأمريكية | الإفراج عن طابعة ليزر ذات الشعبية الهائلة، بحلول عام 1993 قد باعت أكثر من 10 ملايين دولار وأكثر من 20 مليون الطابعات بشكل عام. وكانت إتش بي أيضا رائدة تقنية نفث الحبر. |
| ?           | الولايات المتحدة الأمريكية | أطلقت موتورولا المعالج 68020. |
| يناير       | الولايات المتحدة الأمريكية | أصدرت أبل ماكنتوش، استنادا إلى الإصدار 8 ميغاهرتز للمعالج موتورولا 68000. ويمكن لل68000 عنوان 16 ميغابايت من ذاكرة الوصول العشوائي، تحسنا ملحوظا خلال 8088/8086 عائلة إنتل. ومع ذلك حققت أبل 0,7 خطط تنفيذ البعثات وجاء في الأصل مع 128 كيلوبايت فقط من ذاكرة الوصول العشوائي. وجاءت مزودة بشاشة أحادية اللون، وكان أول نجاح ماوس الكمبيوتر بتحريكها واجهة مستخدم رسومية. شملت العديد من الميزات في ماكنتوش ليزا بسعر أكثر من معقول : 2500 $. وشملت التطبيقات التي جاءت كجزء من حزمة ماكبينت، الأمر الذي جعل استخدام الماوس ماك ريت يدل علي ما تراه وما تحصل عليه في معالجة النصوص |
| ?           | الولايات المتحدة الأمريكية | أصدرت الولايات المتحدة الأمريكية تي آي بي إم، ويضم 6 80286 ميغاهرتز المعالج. وهذا يشتمل على حافلة 16 بت لتوسيع الفتحات، والتي أصبحت في نهاية المطاف معيار صناعة العمارة—ولكن عندما كانت قد أنتجت بعض الحيوانات المستنسخة مع الحافلات التي تعمل أسرع بكثير من 8,33 ميغاهرتز المنصوص عليها في مستوى الأمن الداخلي. |
| أغسطس       | الولايات المتحدة الأمريكية | MS-DOS 3.0, PC-DOS 3.0 يؤيد الافراج عن في آي بي إم، والأقراص الثابتة أكبر فضلا عن عالية الكثافة (1.2 ميغابايت) 5 ربع "الأقراص المرنة. |
| سبتمبر      | الولايات المتحدة الأمريكية | أصدرت الولايات المتحدة الأمريكية سبتمبر أبل إصدار 512 كيلو بايت من ماكنتوش، والمعروفة باسم "ماك الدهون". |
| نهاية العام | الولايات المتحدة الأمريكية | بدأت الولايات المتحدة الأمريكية نهاية كومباك تطوير واجهة بيئة تطوير متكاملة (انظر أيضا 1989). بيئة تطوير متكاملة = إلكترونيات محرك ذكي. وقد صمم هذا المعيار خصيصا للكمبيوتر آي بي إم ويمكن تحقيق معدلات عالية لنقل البيانات من خلال عامل تعشيق 01:01 والتخزين المؤقت قبل وحدة تحكم القرص الفعلي – وهذا هو عنق الزجاجة وغالبا ما يكون حافلة في القدم ودفع قراءة البيانات بشكل أسرع بكثير من الحافلات يمكن أن نقبل به، بحيث يتم استخدام ذاكرة التخزين المؤقت كمنطقة عازلة. نظريا 1 ميغا بايت / ثانية ولكن من الممكن 700 كيلو بايت / ثانية وربما كان أكثر شيوعا من هذه الدوافع. وقد تم اعتماد هذا المعيار من قبل العديد من النماذج الأخرى من جهاز الكمبيوتر، مثل A4000 وما فوقها. كان هناك تحسن في وقت لاحق إيدي، المنصوص عليها في 1989، والتي أيضا أزالت الحد الأقصى لحجم محرك الأقراص 528 ميغا بايت وزيادة معدلات نقل البيانات. |

## 1985
| التاريخ   | المكان                     | الحدث |
| --------- | -------------------------- | --- |
| يناير     | الولايات المتحدة الأمريكية | تم تقديم نظام أدوبي للحواشي. |
| ?         | الولايات المتحدة الأمريكية | قدمت بوستسكريبت وأدوبي سيستمز. وهو وصف صفحة قوية اللغة المستخدمة في الطابعة أبل. التي اعتمدتها شركة اي بي ام لاستخدامها مارس 1987. |
| ?         | الاتحاد السوفيتي           | كانت مسجلة من قبل اتحاد الجمهوريات الاشتراكية السوفياتية الروسية أليكسي تتريس وأفرج عنها في وقت لاحق لمختلف الآلات ألعاب الغربية، جوهرة في تاج يتم إدراجه مع الولد لعبة نينتندو في عام 1989. أدلى أليكسي شيئا من اللعبة، في ظل النظام الشيوعي كانت مملوكة من قبل الشعب—على الرغم من انهيار الشيوعية لم يكن قادرا على الانتقال إلى الولايات المتحدة حيث يعمل الآن لمايكروسوفت.                                 |
| ?         | هولندا واليابان            | الأقراص المضغوطة، التي اخترعها فيليبس، وذلك بالتعاون مع شركة سوني. |
| ?         | الولايات المتحدة الأمريكية | تم تقديم Enhanced Graphics Adapter. |
| مارس      | الولايات المتحدة الأمريكية | MS-DOS 3.1, PC-DOS 3.1 صدر المحسن الرسومات محول لعلاج مرض التصلب العصبي المتعدد الولايات المتحدة الأمريكية في مارس تحت دوس 3.1، وأجهزة الكمبيوتر دوس 3.1 وكانت هذه هي النسخة الأولى من دوس لتوفير دعم الشبكة، ويقدم بعض وظائف جديدة للتعامل مع الشبكات |
| إبريل     | الولايات المتحدة الأمريكية | قدمت الذاكرة الموسعة كمواصفات، وهو مخطط ترحيل الذاكرة لأجهزة الكمبيوتر، من قبل لوتس وإنتل. |
| يونية     | الولايات المتحدة الأمريكية | أطلق سراح العميد 128. وكان هذا بناء على بنية متعددة زادت الوضع تعقيدا، الحاسوب الكومودور في 8 بت الماضي. التكلفة : 299,95 $ لكل وحدة من وحدات المعالجة المركزية والمرافق محرك الأقراص 1571. |
| يولية     | الولايات المتحدة الأمريكية | أصدر العميد أميغا، استنادا إلى 7.16 ميغاهيرتز موتورولا 68000 وشرائح مخصصة. وكان أول كمبيوتر المنزلي ميزة استباقية في نظام التشغيل المتعددة ويستخدم واجهة المستخدم الرسومية مثل ماكنتوش. التكلفة : الولايات المتحدة 1,295 $ لنظام واحد مع 880 كيلوبايت 3,5 في محرك الأقراص و 256 كيلوبايت من ذاكرة الوصول العشوائي.                                                                                            |
| أكتوبر 17 | الولايات المتحدة الأمريكية | بعد الإفراج عنهم. وهو يدعم الترددات على مدار الساعة لمدة تصل إلى 33 ميغاهيرتز، ويمكن معالجة ما يصل إلى 4 غيغابايت من الذاكرة (ونظرية في الذاكرة الظاهرية لمدة تصل إلى 64 السل، وهذا أمر مهم لأغراض التسويق). كما يتضمن أكبر مجموعة التعليمات من 80286. في تاريخ الإفراج ركض أسرع في نسخة 20 ميغاهيرتز وحققت 6,0 خطط تنفيذ البعثات. وكانت تحتوي على 275,000.                                                   |
| نوفمبر    | الولايات المتحدة الأمريكية | [[أطلقت الولايات المتحدة الأمريكية مايكروسوفت ويندوز. حقا لم يستخدم على نطاق واسع حتى الإصدار 3، الذي صدر في 1990 ويندوز لتشغيل دوس وهكذا لم يكن نظام التشغيل كامل (حتى ويندوز 95، الذي صدر يوم 21 أغسطس 1995). وقدمت مجرد G.U.I. مماثلة لتلك التي في ماكنتوش وكانت مشابهة لذلك حاول أبل مقاضاة مايكروسوفت لنسخ 'الشكل والمظهر' من نظام التشغيل الخاص بهم ولم يتراجع عن هذه القضية في المحكمة حتى أغسطس 1997. |
| ديسمبر    | الولايات المتحدة الأمريكية | MS-DOS 3.2, PC-DOS 3.2 كان هذا أول إصدار لدعم 3 ونصف "الأقراص، على الرغم من أن تلك كيلوبايت فقط 720. الإصدار 3,2 ظلت النسخة القياسية حتى عام 1987 عندما تم تحرير الإصدار 3.3 مع آي بي إم س / 2.. |

## 1986
| التاريخ | المكان                     | الحدث |
| ------- | -------------------------- | --- |
| يناير   | الولايات المتحدة الأمريكية | قدمت أبل نسخة أخرى من ماكنتوش. |
| فبراير  | المملكة المتحدة            | أصدرت شركة آبل آخر نسخة محسنة من ماكنتوش (زائد ماكنتوش) -- وهذا يمكن للمرء التعامل مع 4 ميغابايت من ذاكرة الوصول العشوائي (للمرة الأولى، عن طريق ترقية سيمز) وكان له الدمج في محول السكازي استنادا إلى 5380.سنكلير 128 زد أكس الطيف والإفراج عنهم. وكان 128 كيلوبايت من ذاكرة الوصول العشوائي، ولكن تحسين الأجهزة الأخرى يزيد قليلا على زد أكس الأصلية (باستثناء تحسين قدرات الصوت). وأنتجت نماذج في وقت لاحق—لكنها لم تظهر أي تقدم كبير في مجال التكنولوجيا |
| إبريل   | الولايات المتحدة الأمريكية | أصدرت نسخة أخرى من ماكنتوش (ماكنتوش 512Ke) مجهزة بالمزدوج 3.5 بوصة من جانب ومحرك الأقراص المرنة. |
| سبتمبر  | المملكة المتحدة            | أعلنت عن الكمبيوتر 1512وهي أجهزة كمبيوتر رخيصة وقوية وتضمنت تعزيز قليلا في محول الرسومات CGA، 512 كيلوبايت من ذاكرة الوصول العشوائي (للترقية إلى 640KB)، 8086 المعالج V30)، والقرص الصلب 20 ميغابايت (اختياري). وكان نجاح امستراد السابق مع بكو. لضمان الكمبيوتر للوصول تأكدوا بإمكانية قراءة الأدلة من قبل الجميع، وشمل أيضا الدكتور جوهرة في سطح المكتب (نظام اهن) والفأر في محاولة لجعل لدي المستخدم الجهاز أكثر من ذلك. وقد بيعت في العديد من المحلات التجارية الكبيرة في الشارع، وكان نجاحا كاملا، ويجري شراؤها من قبل رجال الأعمال والمستخدمين المنزليين على حد سواء. |
| نوفمبر  | الولايات المتحدة الأمريكية | في لاس كومدكس دعي أتاري لاس جين موشر لتقديم وجهة نظره في لمس واجهة بيع المستخدم الرسومية مع تحرير تلاعب المباشر، ويضم سانت أتاري في 12 "انبوب أشعة القطب السالب مع لمس تراكب السعة، والرسومات القرار 320x200 وعرض 16 لونا نقطي |

## 1987
| التاريخ        | المكان                     | الحدث |
| -------------- | -------------------------- | --- |
| ?              | المملكة المتحدة            | تم تقديم Acorn Archimedes. |
| ?              | الولايات المتحدة الأمريكية | تنتج آلة اتصال مثيرة للاهتمام العملاق الذي بدلا من التكامل من الدوائر يعمل ما يصل إلى 64000 المعالجات العادية إلى حد ما—استخدام الهندسة المعمارية موازية—في الوقت نفسه، في شكله أقوى يمكن أن تفعله في مكان ما في المنطقة من ملياري عملية في الثانية الواحدة. |
| ?              | الولايات المتحدة الأمريكية | انطلق مايكروسوفت ويندوز 2. |
| ?              | المملكة المتحدة            | فركتل خوارزمية ضغط الصور بارنسلي الإنجليزية الرياضيات مايكل والسماح للصور الرقمية ليتم ضغطها وتخزينها باستخدام رموز كسورية بدلا من بيانات الصور العادية. |
| ?              | الولايات المتحدة الأمريكية | تنتج مايكروسوفت ويندوز 2. |
| مارس 2         | الولايات المتحدة الأمريكية | نشر ماكنتوش ويستند على 68000، ولكن يمكن التعامل مع 4 ميغابايت من ذاكرة الوصول العشوائي، وكان محول السكازي الداخلي والخارجي عرض عالي الأداء لفتحة المقاطعة التي وفرت بعض التوسعة الأولى كما عرضت القدرة على عرض اللون مع بطاقة فيديو مع طرف ثالث القرص الجديد. واستند الثاني ماكنتوش على أحدث 68020 موتورولا، التي شغلت في 16 ميغاهيرتز وحققت أكثر من ذلك بكثير محترمة 2,6 خطط تنفيذ البعثات (مماثلة إلى 80286). انها أيضا محول السكازي ولكن أيضا مزودة لون محول الفيديو. |
| ?              | الولايات المتحدة الأمريكية | أصدرت الولايات المتحدة الأمريكية العميد أميغا 500 وأميغا 2000. وكان أميغا 500 مشابهة لما أميغا 1000 الأصلي، ولكن في كل واحد في حالة مع 512 كيلوبايت من ذاكرة الوصول العشوائي وبسعر أقل. بنيت أميغا 2000 في قضية كبيرة على غرار جهاز الكمبيوتر واردة 1 ميغابايت من ذاكرة الوصول العشوائي، وشملت توسيع فتحات زورو الثاني. |
| إبريل 2        | الولايات المتحدة الأمريكية | نظم عرض 2 أبريل الولايات المتحدة الأمريكية س / 2 من آي بي إم. وأفرج عن أول 4 نماذج في هذا التاريخ. / 2 س 30 النموذجي على أساس معالج 8086 وحافلة اختصار القديمة، نماذج 50 و 60 استنادا إلى معالج 80286 والنموذجي 80 استنادا إلى المعالج 80386. تستخدم هذه في نصف 3 "الأقراص المرنة وتخزين 1.44 ميغا بايت على هذه كل الأنظمة (على الرغم من أن طراز 30 يمكن ان تستخدم فقط انخفاض 720kb الكثافة). (باستثناء النموذجي 30، الذي صدر في سبتمبر 1998) (مايكرو قناة الهندسة المعمارية) لم تظهر العديد من التحسينات في التصميم والسرعة لمعظم أجهزة الكمبيوتر المستخدمة، وشركة آي بي إم(إذا على أي شخص آخر) أنها لا تزال تستخدم في بعض الأجهزة الخاصة بهم فرع فلسطين / 2 نماذج كانت ناجحة جدا -- تباع بشكل جيد أكثر من مليوني جهاز في أقل من 2 سنوات. |
| ?              | الولايات المتحدة الأمريكية | إطلاق سراح (المصممة لتبسيط العمليات / 2) الولايات المتحدة الأمريكية تجهيز مرئي من قبل شركة آي بي إم. |
| ?              | الولايات المتحدة الأمريكية | أصدرت MCGA (فقط لPS/2s نهاية منخفضة، أي نموذج 30) من قبل آي بي إم. |
| ?              | الولايات المتحدة الأمريكية | أصدرت الولايات المتحدة الأمريكية 8514 / والذي عرضته آي بي إم. وكان هذا بطاقة الرسومات التي شملت المعالج الخاصة به لتسريع رسم الكائنات المشتركة. وتضمنت مزايا تخفيض عبء العمل في وحدة المعالجة المركزية. |
| إبريل          | الولايات المتحدة الأمريكية | MS-DOS 3.3, PC-DOS 3.3 صدر مع آي بي إم س / 2 هذا الإصدار لدعم كثافة عالية (1.44 ميغا بايت) 3 ونصف "الأقراص. كما يؤيد تقسيم القرص الثابت، وتقسيم القرص الصلب إلى 2 أو أكثر من محركات الأقراص المنطقية. |
| إبريل          | الولايات المتحدة الأمريكية | نظام التشغيل الولايات المتحدة الأمريكية أبريل / 2 أطلقت شركة مايكروسوفت وآي بي إم. جهاز ملحق في وقت لاحق، قدم نظام التشغيل / 2 الاعوجاج العديد من التحسينات 32 بت تفاخر من قبل ويندوز 95—ولكن قبل عدة سنوات، ومع ذلك فإن المنتج فشلت في السيطرة على السوق في طريقة ويندوز 95 لم 8 سنوات في وقت لاحق. |
| أغسطس          | كندا                       | كرت الصوت صدر يمكن ارتجال. غير معتمدة على نطاق واسع حتى شركة برمجيات، تايتو، أصدرت عدة مباريات الدعم الكامل—ثم انتشرت الكلمة كم المؤثرات الصوتية والموسيقى الخاصة المعززة للألعاب، وكان الإعلان ليب شركة، وهي شركة كندية لاحتكار حتى عام 1989 عندما أفرج عن بطاقة سوندبلاستر. |
| أغسطس          | الولايات المتحدة الأمريكية | LIM EMS v4.0 |
| أكتوبر– نوفمبر | الولايات المتحدة الأمريكية | أغسطس ليم v4.0 للنظم الإدارة البيئية كومباك دوس للخدمات الطبية (دوس) v3.31 صدر للتعامل مع أقسام القرص> 32MB. المستخدمة من قبل بعض مصنعي المعدات الأصلية الأخرى، ولكن ليس مايكروسوفت. |

## 1988
| التاريخ      | المكان                     | الحدث |
| ------------ | -------------------------- | --- |
| ?            | ?                          | أول رقاقة بصرية متقدمة، وأنها تستخدم الضوء بدلا من الكهرباء لزيادة سرعة المعالجة. عرض XMS قياسي. |
| ?            | ?                          | تم تقديم الذاكرة الممتدة. |
| ?            | الولايات المتحدة الأمريكية | الأمريكية دودة (الكتابة مرة واحدة وقراءة في كثير من الأحيان) -- الأقراص وتسويقها لأول مرة من قبل آي بي إم. |
| يونية 16     | الولايات المتحدة الأمريكية | تفرج عن بديل أرخص ل80386DX. وكان الوقت ضيقا (16 بت). جاء هذا التخفيض وأسهل التكامل مع أجهزة 16 بت وفورات في التكاليف. |
| يولية– أغسطس | الولايات المتحدة الأمريكية | PC-DOS 4.0, MS-DOS 4.0 الكمبيوتر دوس 4.0، مايكروسوفت دوس 4.0 الإصدار 3,4 -- 4.x مربكة بسبب عدم وجود علاقة بين شركة اي بي ام ومايكروسوفت وكذلك الولايات المتحدة وأوروبا. وأنتجت أيضا العديد من الإصدارات الداخلية استخدم فقط. تنعكس هذه النسخة زيادات في قدرات الأجهزة ؛ وقال إنه يؤيد محركات الأقراص الصلبة أكبر من 32 ميغابايت من الذاكرة نظم الإدارة البيئية (حتى 2 غيغابايت)، وأيضا. لم يكن هذا الإصدار اختبار بشكل صحيح والشوائب التي تعصف بها، مما تسبب في تعطل النظام وفقدان البيانات. وكان الإصدار الأصلي آي بي إم، ولكن مايكروسوفت الإصدار 4.0 (في أكتوبر) وجود نسخة أفضل و4.01 صدر (في نوفمبر) لتصحيح هذا، ثم إصدار 4.01a (في نيسان / أبريل 1989) ومزيد من التحسن. ولكن العديد من الناس قد لا يثق هذا وعادت إلى الإصدار 3.3 بينما كانا ينتظران استكمال إعادة كتابة (الإصدار 5 -- 3 سنوات في وقت لاحق). شحنت على ما يبدو بيتا لإصدار مايكروسوفت 4,0 في أقرب وقت 1986-1987. |
| سبتمبر       | الولايات المتحدة الأمريكية | آي بي إم س / 2 النموذجي 30 286 المفرج عنهم، بناء على معالج 80286 وحافلة في أولد—آي بي إم التخلي عن حافلة مولودية الجزائر، الذي صدر أقل من 18 شهرا في وقت سابق! واصلت أجهزة آي بي إم أخرى. |
| أكتوبر       | ?                          | شكلت اللجنة المشتركة أسلوب الوصول (كام). اخترعوا معيار اتا مارس 1989.. |
| أكتوبر       | الولايات المتحدة الأمريكية | أصدرت أكتوبر ماكنتوش منظمة شات. وكان يقوم على معالج جديد، وموتورولا 68030. انه لا يزال يدير في 16 ميغاهيرتز لكنها لم تحقق الآن 3,9 خطط تنفيذ البعثات. يمكن توسيعه إلى 128 ميغابايت من ذاكرة الوصول العشوائي وكان 6 NuBus توسعات فتحات. |
| نوفمبر       | الولايات المتحدة الأمريكية | إم إس-دوس, PC-DOS 4.01 تصحيح العديد من الأخطاء في الإصدار 4.0 المشاهدة، ولكن العديد من تحول ببساطة إلى الإصدار 3.3 وانتظرت للحصول على إصدار صحيح إعادة كتابتها واختبارها بشكل كامل—الذي لم يأت حتى في الإصدار 5 يونيو 1991.> الدعم لأقسام القرص 32 ميغابايت. |

## 1989
| التاريخ  | المكان                     | الحدث |
| -------- | -------------------------- | --- |
| ?        | سويسرا                     | يوتيليتي الشبكة العالمية، التي اخترعها تيم بيرنرز لي الذي يريد استخدامها لجعل النص التشعبي للوثائق والمعلومات بسهولة يمكن الوصول إليها عبر أنواع مختلفة من أجهزة الكمبيوتر والأنظمة، وأينما كانوا في العالم. وكان يعمل في مجال الحوسبة في سيرن، والجسيمات المختبر الأوروبي للفيزياء في سويسرا، في ذلك الوقت. وكان ويب نتيجة لدمج النص التشعبي والربط الشبكي وأفضل وسيلة معروفة يجري الإنترنت. صفحات تشعبيا لم تقدم سوى معلومات ثابتة وإنما أيضا الوصول إلى قواعد البيانات وشفافة للمرافق القائمة، مثل الإنترنت، بروتوكول نقل الملفات التلنت، ايس، غوفر ويوزنت. وقال انه حصل معهد الفيزياء '1997 ميدالية على هذه المساهمة في تقدم العلم والمعرفة. وكان أول متصفح ويب فعلا متصفح متكامل / محرر مع واجهة المستخدم الرسومية، وكتب عن الكمبيوتر التالي متطورة ولكنها نادرة نسبيا. قدم بيرنرز لي وزملاؤه عرضت مستعرض جردت أسفل النص فقط كما عرض للتحميل، وطلب من المجتمع الناشئة ويب لكتابة كامل الإصدارات واجهة المستخدم الرسومية لمنصات أخرى. من قبل كانت هناك في وقت مبكر '93المتصفحات واجهة المستخدم الرسومية ليونكس، والكمبيوتر، بما في ذلك، فيولا، ميداس، والتشيلو، وسامبا، وفسيفساء ؛ الوشق كان المتصفح المهم النص فقط. وشملت أيا من هذه الميزات تحرير المستعرض الأولى المقبلة، والتي كانت أكثر كثيفة العمالة لتنفيذ على منصات غير العام القادم. والفسيفساء، وكتب في المركز الوطني لتطبيقات الحوسبة الفائقة (التقييم الذاتي) أول متصفح مع المبرمجين بدوام كامل والدعم المؤسسي وراء ذلك. وكانت موثوقة وسهلة التركيب، وعرضت الصور في وقت قريب جزءا لا يتجزأ من النص وليس في نافذة منفصلة. انفجرت شعبية على الشبكة العالمية مع الفسيفساء، الأمر الذي جعل من الوصول إلى المستخدم المبتدئ. بدأ هذا الانفجار الذي وقع في جادة خلال عام 1993، وهي السنة التي زيارات الويب عبر الإنترنت بنسبة 300000 ٪. ذهب الجزء الأكبر من المبرمجين إلى فسيفساء نتسكيب وجدت. |
| يناير    | الولايات المتحدة الأمريكية | أصدرت الولايات المتحدة الأمريكية يناير ابل كمبيوتر ماكنتوش SE/30. مثل سراج الدين من مارس 1987 لم يكن لها سوى محول عرض أحادي ولكن كانت مزودة أحدث معالج 68030. |
| مارس     | ?                          | مجموعة الأوامر لتم تعريف محركات الأقراص الإلكترونية بيئة تطوير متكاملة من كام (شكلت أكتوبر 1988). وهذا يدعم محركات أكثر من 528 ميغابايت في حجم. وحدات تحكم المبكر غالبا ما يفرض حد 2,1 غيغابايت، ثم في وقت لاحق منها 8.4GB. أحدث وحدات تحكم دعم القدرات أعلى من ذلك بكثير. محركات أكبر في الحجم من 2.1GB يجب تقسيم تحت دوس منذ هيكل محرك الأقراص (المنصوص عليها في مايكروسوفت دوس 4) المستخدمة من قبل دوس ويندوز 95 وحتى يمنع أقسام أكبر من 2.1 غيغابايت. وحدات تحكم إيدي دعم أيضا واجهة ATAPI يستخدم من قبل معظم محركات الأقراص المضغوطة المنتجة بعد عرضه. ويمكن لأحدث تطبيقات إيدي، مصممة للالحافلة المشروع، وتحقيق نقل البيانات بسرعة تصل إلى 16,67 ميغابايت / ثانية. جهاز ملحق في وقت لاحق، دعا دما، ويتيح معدلات نقل تصل إلى 33,3 ميغا بايت / ثانية. |
| مارس     | الولايات المتحدة الأمريكية | صدر في مارس والولايات المتحدة الأمريكية IIcx ماكنتوش، مع قدرات الأساسية نفسها من منظمة شات ماكنتوش ولكن في حالة نصف عرض أكثر إحكاما. |
| إبريل 10 | الولايات المتحدة الأمريكية | 10 أبريل 80486DX الولايات المتحدة الأمريكية صدر من قبل شركةإنتل. وهو يحتوي على ما يعادل نحو 1.2 مليون ترانزستور. في ذلك الوقت للإفراج عنهم ركض أسرع في نسخة 25 ميغاهرتز، وحققت ما يصل إلى 20 خطط تنفيذ البعثات.حققت الإصدارات الأحدث، مثل DX / 2 و DX / 4 إصدارات معدلات الساعة الداخلية تصل إلى 120 ميغاهيرتز. |
| سبتمبر   | الولايات المتحدة الأمريكية | أبل ماكنتوش الكمبيوتر IIci في أسرع نسخة من 68030—الآن على التوالي في 25 ميغاهيرتز، وحققت 6,3 خطط تنفيذ البعثات. أصدرت أبل ماكنتوش أيضا المحمولة—الكمبيوتر الدفتري الأول ماك، الذي عاد إلى المعالج 68000 الأصلي (ولكن ركض الآن في 16 ميغاهيرتز لتحقيق خطط تنفيذ البعثات 1,3). وكان عرض أحاديي. |
| نوفمبر   | سنغافورة                   | انطلقت النسخة من بطاقة مكبر الصوت، من قبل مختبرات الإبداعي، وضمان نجاحها، عن طريق الحفاظ على التوافق مع كارت الصوت بتأييد واسع من عام 1987. |

## وصلات خارجية
- A Brief History of Computing, by Stephen White. An excellent computer history site; the present article is a modified version of his timeline, used with permission.